# Comuna Spîciînți, Pohrebîșce
Spîciînți (în ucraineană Спичинці) este o comună în raionul Pohrebîșce, regiunea Vinnița, Ucraina, formată din satele Spîciînți (reședința) și Vasîlkivți.

## Demografie
Componența lingvistică a satului Spîciînți
     Ucraineană (98,88%)
     Rusă (1,12%)
Conform recensământului din 2001, majoritatea populației satului Spîciînți era vorbitoare de ucraineană (98,88%), existând în minoritate și vorbitori de rusă (1,12%).